# Revonnas
Revonnas ist eine französische Gemeinde im Département Ain in der Region Auvergne-Rhône-Alpes. Sie gehört zum Kanton Ceyzériat im Arrondissement Bourg-en-Bresse.

## Lage
Die Gemeinde Revonnas liegt im Osten der Bresse am Revermont, acht Kilometer südöstlich von Bourg-en-Bresse. Sie grenzt im Norden an Ceyzériat, im Nordosten an Ramasse, im Osten an Bohas-Meyriat-Rignat, im Süden an Journans, im Südwesten an Tossiat und im Westen an Montagnat. Den höchsten Punkt im Gemeindegebiet bildet der 504 m hohe Gipfel der Montagne Noire.

## Bevölkerungsentwicklung
| Jahr                       | 1962 | 1968 | 1975 | 1982 | 1990 | 1999 | 2006 | 2013 | 2021 |
| -------------------------- | ---- | ---- | ---- | ---- | ---- | ---- | ---- | ---- | ---- |
| Einwohner                  | 257  | 284  | 335  | 390  | 438  | 492  | 630  | 912  | 896  |
| Quellen: Cassini und INSEE |      |      |      |      |      |      |      |      |      |

## Sehenswürdigkeiten
- Tour de Deaul, datiert auf das Jahr 1340, Monument historique
- Kirche Saint-Blaise, erneuert 1875
- Schloss Grillerin
- Schloss Vernay

Vom 1. Januar 1884 bis 1997 war der auf 396 Metern über Meereshöhe gelegene Bahnhof Sénissiat-Revonnas an der Bahnstrecke Bourg-en-Bresse-Bellegarde in Betrieb. Er wurde durch die SNCF bedient.

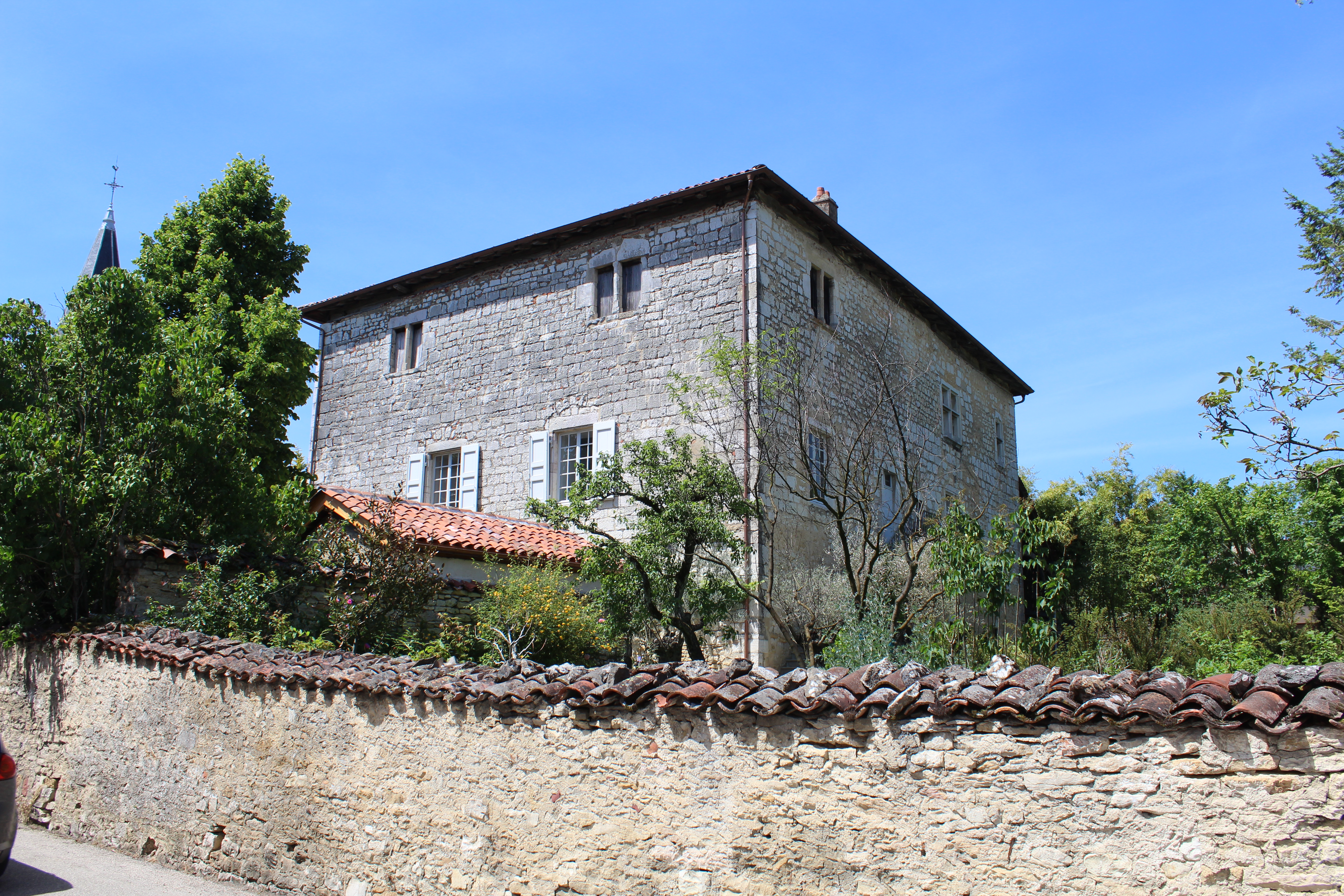
Tour de Deaul
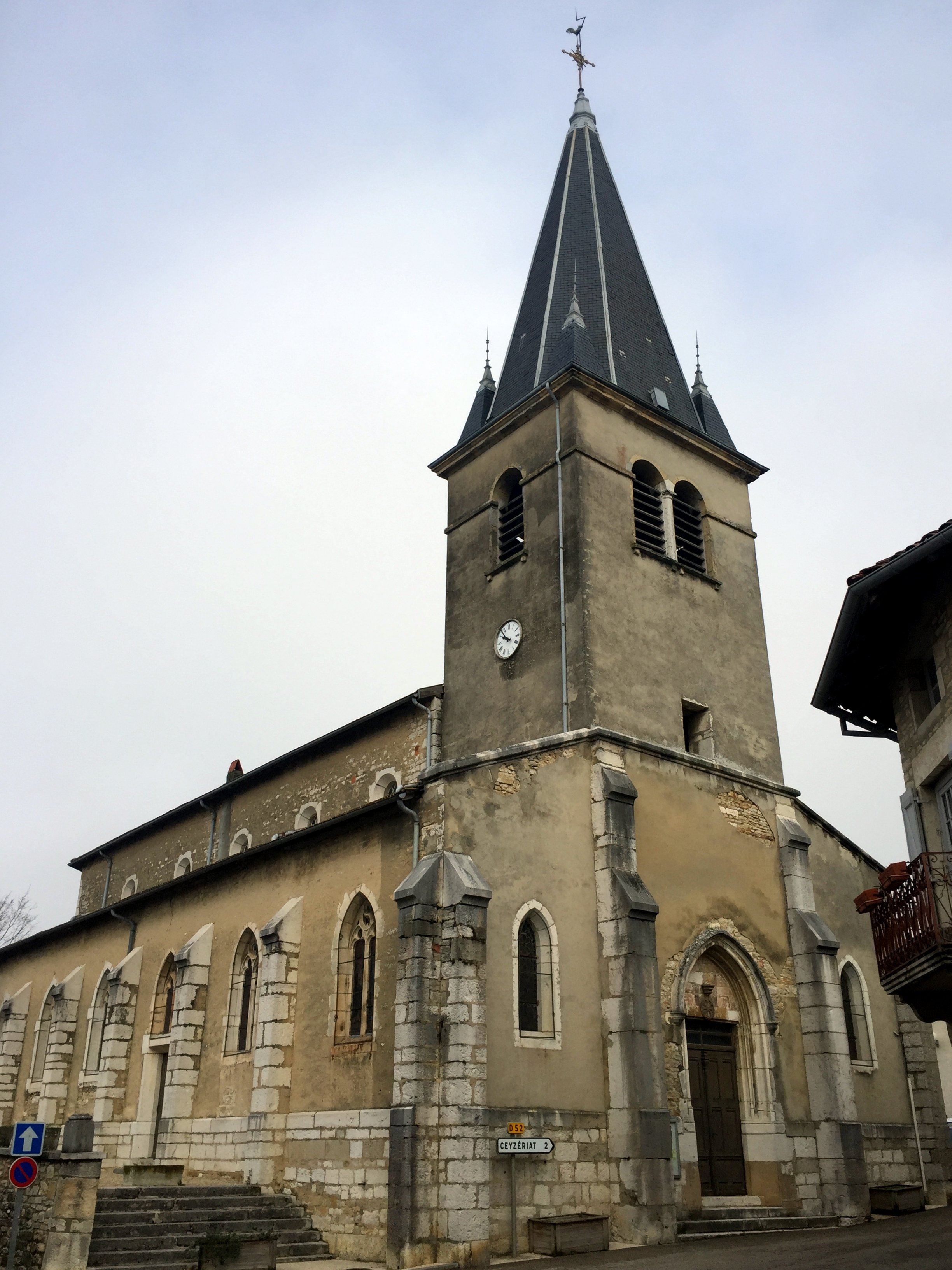
Kirche Saint-Blaise
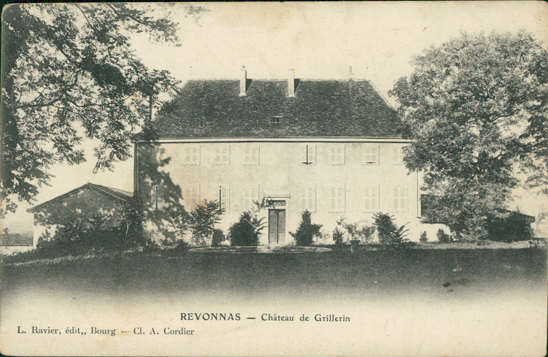
Schloss Grillerin
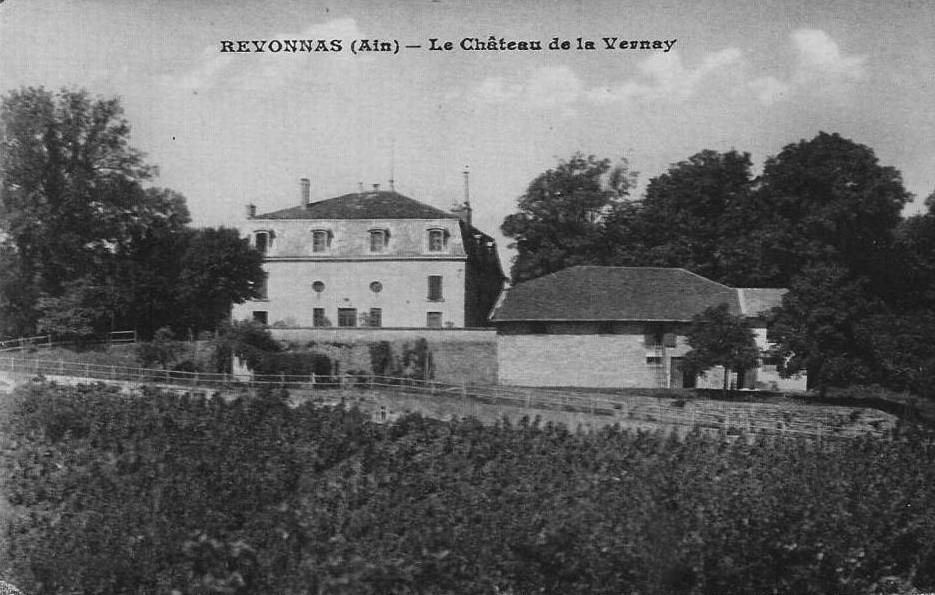
Schloss Vernay
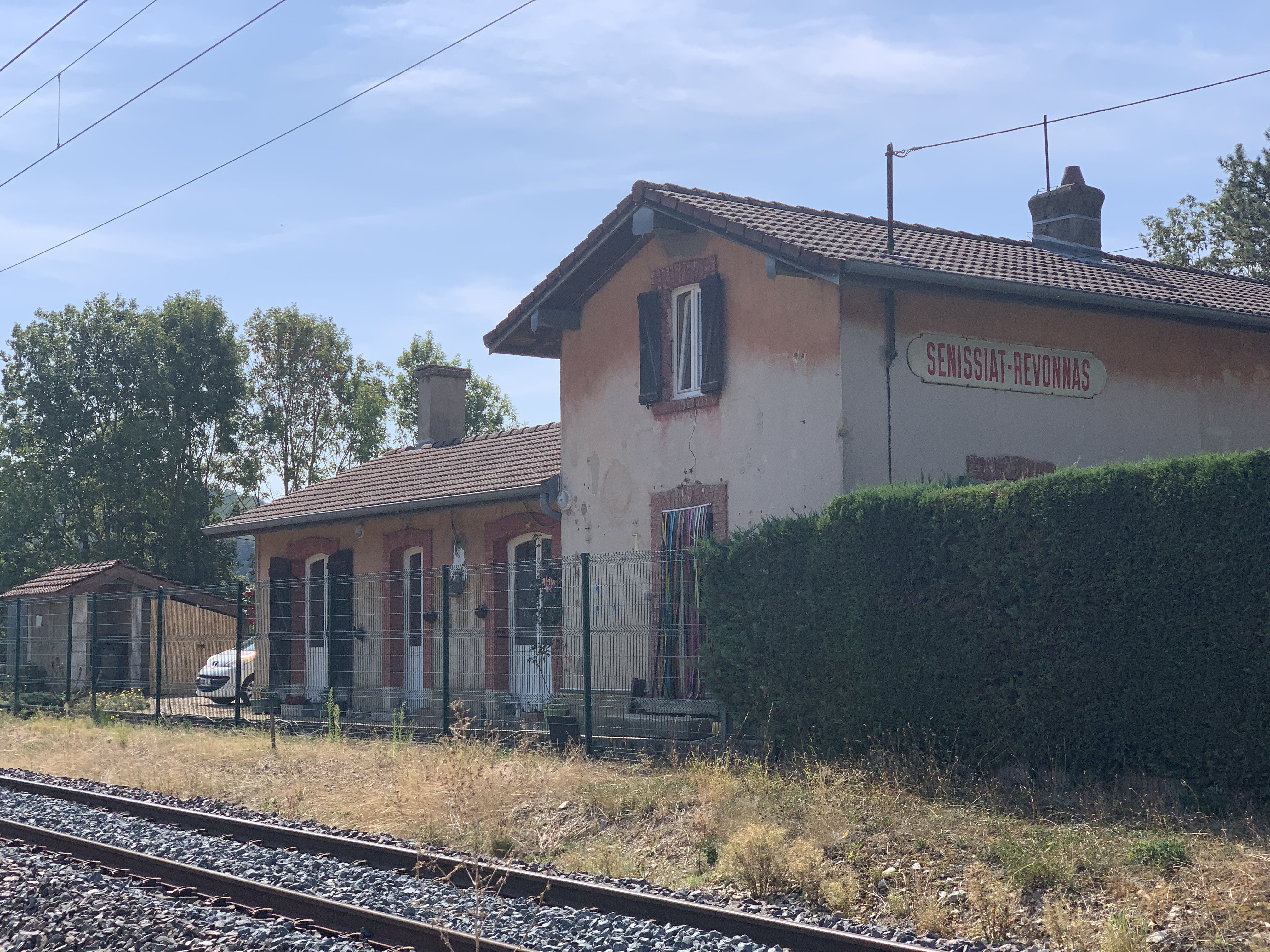
Bahnhof
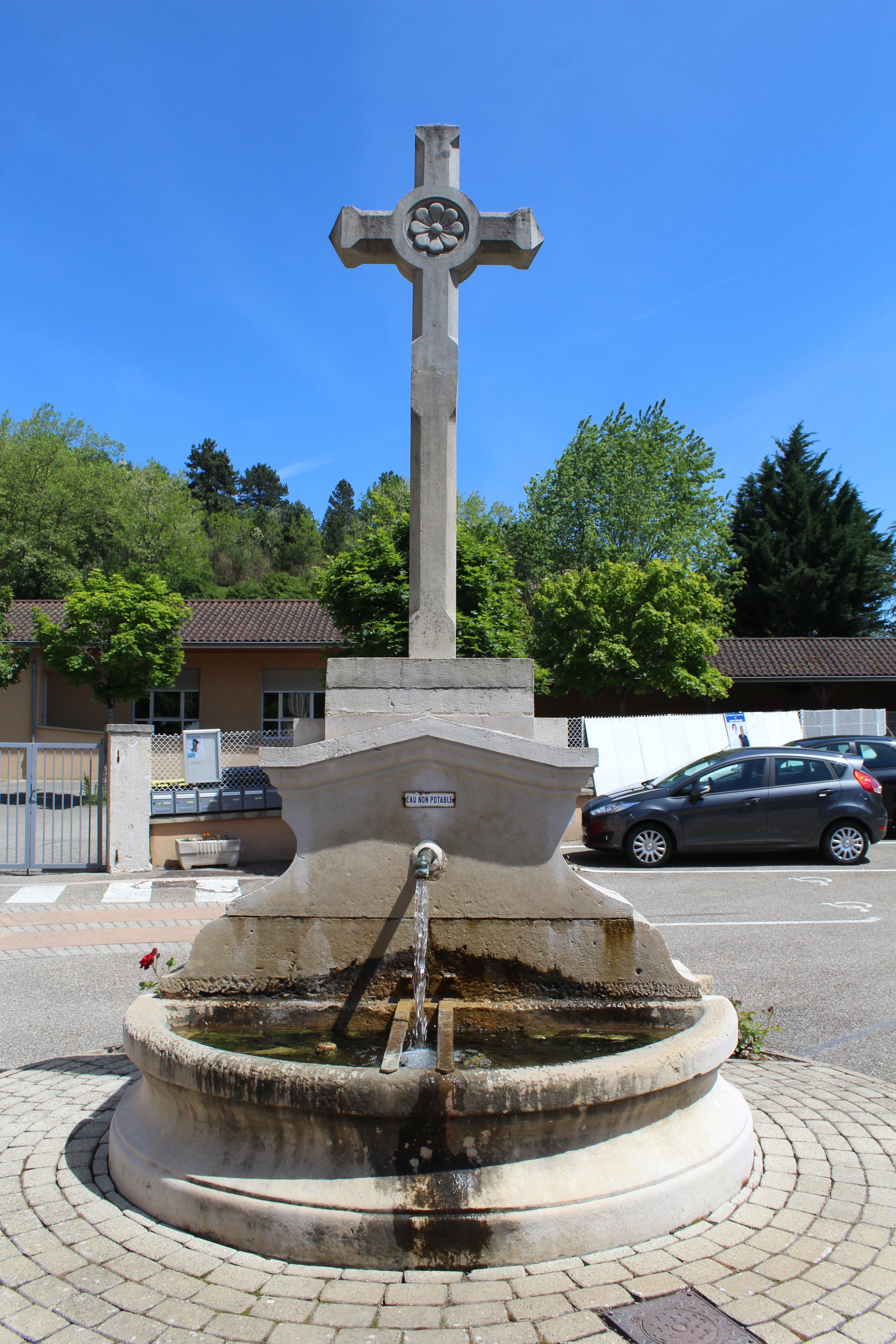
Flurkreuz
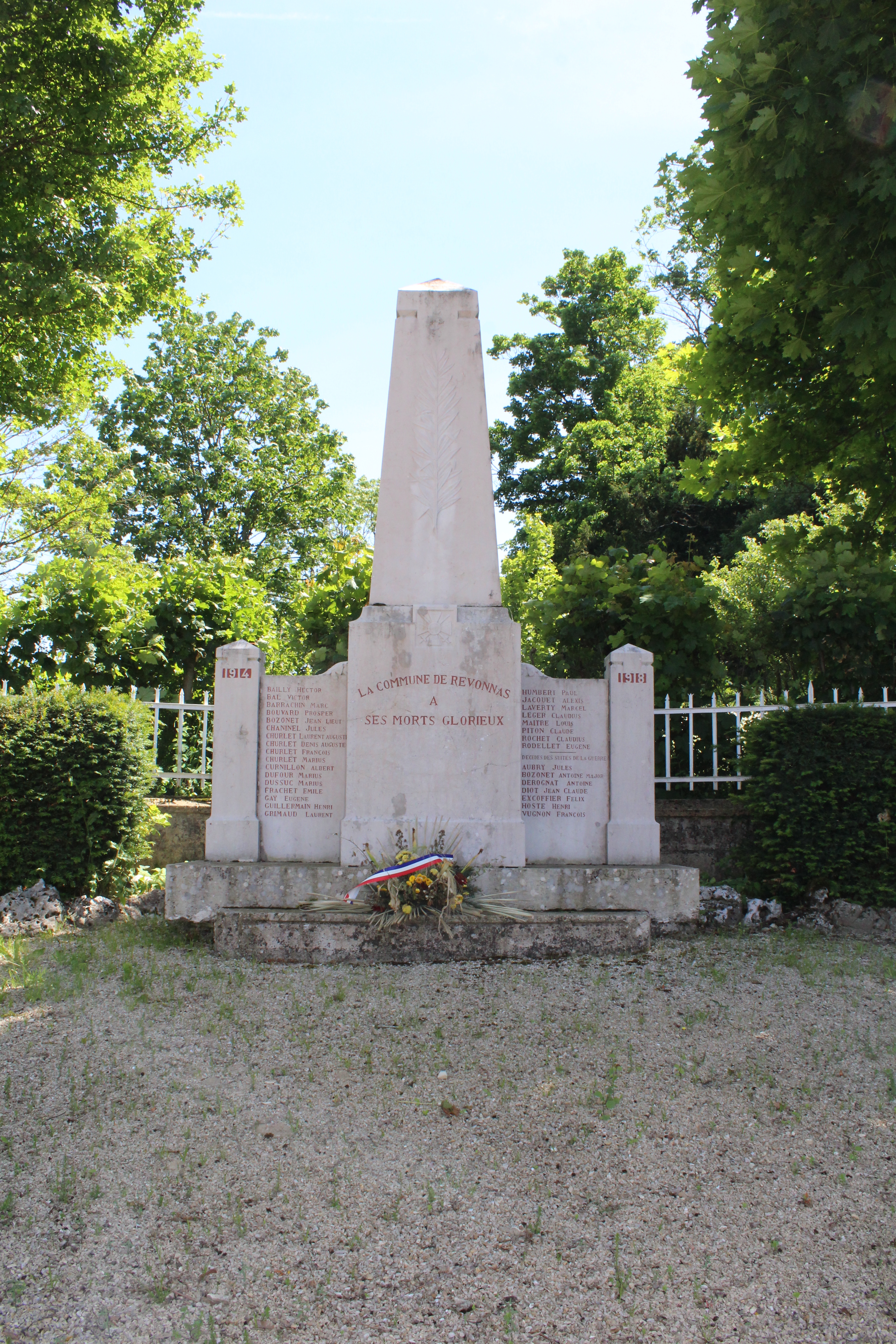
Gefallenendenkmal